# Sweeney’s Men
Sweeney’s Men war eine irische Folkband, die von 1966 bis 1969 existierte. Sie war die erste irische Band, die – neben zahlreichen anderen Zupfinstrumenten – die Irish bouzouki einsetzte. Gelegentlich wird sie als die Band angesehen, die das Irish-Folk-Revival ausgelöst hat.

## Herkunft des Bandnamens
Die Band benannte sich nach dem legendären, heidnischen und verrückten König Sweeney (auch Sweeny) von Antrim, der in dem Roman Auf Schwimmen-zwei-Vögel von Flann O’Brien eine Hauptrolle spielt. Die Wahl des Namens sollte auch Kritik an der übermächtigen katholischen Kirche ausdrücken.

## Bandgeschichte
Die Band wurde 1966 von Johnny Moynihan, Andy Irvine und Joseph „Galway Joe“ Dolan gegründet. Die ersten beiden Singles erreichten die irischen Top Ten. Im Juni 1967 verließ Dolan, der 1965 am Masada-Projekt in Israel teilgenommen hatte, die Band, um auf Seiten Israels am Sechstagekrieg teilzunehmen. Angeblich erreichte er Israel am „siebten Tag“ des Krieges. Er wurde durch Terry Woods ersetzt, mit dem das erste Album, Sweeney’s Men, 1968 erschien. Neben irischen enthält es auch US-amerikanische und schottische Stücke. Im Mai 1968 verließ auch Irvine die Band, um die Musik Osteuropas, speziell des Balkans, zu studieren. Für ihn kam Henry McCullough, der auch E-Gitarre spielte und eine kurzfristige Hinwendung zu psychedelischer, progressiver Musik bewirkte, bevor er im Juli 1968 zu Joe Cockers Grease Band wechselte. Er wurde durch Al O’Donnell ersetzt. Das zweite Album, The Tracks of Sweeney, nahmen Moynihan und Woods als Duo auf, bevor sich die Band im November 1969 auflöste.
2012 spielten Irvine, Moynihan und Woods als Sweeney’s Men ein Konzert zu Irvines 70. Geburtstag, 2013 setzten sie die Konzertreihe fort.

## Diskografie

### Alben
- 1968: Sweeney’s Men
- 1969: The Tracks of Sweeney

### Singles
- 1967: Old Maid in the Garrett / The Derby Ram
- 1968: Waxie’s Dargle / Old Woman in Cotton
- 1968: Sullivan’s John / Rattlin’ Roarin’ Willie